# Jarantowice (gromada)
Jarantowice – dawna gromada, czyli najmniejsza jednostka podziału terytorialnego Polskiej Rzeczypospolitej Ludowej w latach 1954–1972.
Gromady, z gromadzkimi radami narodowymi (GRN) jako organami władzy najniższego stopnia na wsi, funkcjonowały od reformy reorganizującej administrację wiejską przeprowadzonej jesienią 1954 do momentu ich zniesienia z dniem 1 stycznia 1973, tym samym wypierając organizację gminną w latach 1954–1972.
Gromadę Jarantowice z siedzibą GRN w Jarantowicach utworzono – jako jedną z 8759 gromad na obszarze Polski – w powiecie wąbrzeskim w woj. bydgoskim, na mocy uchwały nr 24/16 WRN w Bydgoszczy z dnia 5 października 1954. W skład jednostki wszedł obszar dotychczasowej gromady Jarantowice i wieś Stanisławki z dotychczasowej gromady Stanisławki (bez majątku Gziki) ze zniesionej gminy Wąbrzeźno oraz miejscowość Plebanka z miasta Wąbrzeźno w powiecie wąbrzeskim, a także oraz obszar dotychczasowej gromady Mazanki i przysiółek Proch z dotychczasowej gromady Radzyn ze zniesionej gminy Radzyn w powiecie grudziądzkim w tymże województwie. Dla gromady ustalono 23 członków gromadzkiej rady narodowej.
Gromadę zniesiono 31 grudnia 1961, a jej obszar włączono do gromad Wąbrzeźno (wieś Jarantowice z przysiółkami Jarantowiczki, Buk, Prusy i Plebanka), Nowawieś Królewska (wieś Stanisławki z przysiółkiem Prochy) i Fijewo (wieś Mazanki) w tymże powiecie.